# ヤン・ハルペツキー
ヤン・ハルペツキー（Jan Chalupecký、1967年 - ）は、チェコの指揮者。
プラハの生まれ。
地元の音楽院でチェロを専攻し、1990年にプラハ室内歌劇場のチェロ奏者として入団。1993年から同団の指揮者陣に加わり、1994年までプラハ国立劇場でズデニェク・コシュラーのアシスタントを務めて研鑽を積んだ。
1997年から1999年までピルゼン・フィルハーモニー管弦楽団の首席指揮者を務めた。
その後もプラハ交響楽団、モラヴィア・フィルハーモニー管弦楽団、ブルノ国立フィルハーモニー管弦楽団などに客演している。